# Chief of Naval Operations
De Chief of Naval Operations (CNO)  is de hoogst geplaatste officier en leidinggevende van de United States Navy (Marine) en is tevens lid van de Joint Chiefs of Staff (Generale Staf). De  Chief of Naval Operations is altijd een vier-sterrenfunctie of kan in geval van oorlogstijd een vijf-sterrenfunctie zijn (Fleet Admiral).
| Nr.    | Chief of Naval Operations | Chief of Naval Operations                | Ambtstermijn      | Ambtstermijn      | Eenheid                        |
| ------ | ------------------------- | ---------------------------------------- | ----------------- | ----------------- | ------------------------------ |
| 1      | William Benson            | Admiral William Benson (1855–1932)       | 11 mei 1915       | 25 september 1919 | Oorlogsschepen                 |
| Vacant |                           |                                          |                   |                   |                                |
| 2      | Robert Coontz             | Admiral Robert Coontz (1864–1935)        | 1 november 1923   | 20 juli 1923      | Oorlogsschepen                 |
| 3      | Edward Eberle             | Admiral Edward Eberle (1864–1929)        | 20 juli 1923      | 15 november 1927  | Oorlogsschepen                 |
| 4      | Charles Hughes            | Admiral Charles Hughes (1866–1934)       | 15 november 1927  | 17 september 1930 | Oorlogsschepen                 |
| 5      | William Pratt             | Admiral William Pratt (1869–1957)        | 17 september 1930 | 1 juli 1933       | Oorlogsschepen                 |
| 6      | William Standley          | Admiral William Standley (1872–1963)     | 1 juli 1933       | 1 januari 1937    | Oorlogsschepen                 |
| 7      | William Leahy             | Admiral William Leahy (1875–1959)        | 1 januari 1937    | 1 augustus 1939   | Oorlogsschepen                 |
| 8      | Harold Stark              | Admiral Harold Stark (1880–1972)         | 1 augustus 1939   | 1 maart 1942      | Oorlogsschepen                 |
| 9      | Ernest King               | Fleet Admiral Ernest King (1878–1956)    | 1 maart 1942      | 15 december 1945  | Oorlogsschepen                 |
| 10     | Chester Nimitz            | Fleet Admiral Chester Nimitz (1885–1966) | 15 december 1945  | 15 december 1947  | Oorlogsschepen/ Onderzeedienst |
| 11     | Louis Denfeld             | Admiral Louis Denfeld (1891–1972)        | 15 december 1947  | 1 november 1949   | Oorlogsschepen                 |
| 12     | Forrest Sherman           | Admiral Forrest Sherman (1896–1951)      | 1 november 1949   | 22 juli 1951      | Oorlogsschepen                 |
| Vacant |                           |                                          |                   |                   |                                |
| 13     | William Fechteler         | Admiral William Fechteler (1896–1967)    | 17 augustus 1951  | 17 augustus 1953  | Oorlogsschepen                 |
| 14     | Robert Carney             | Admiral Robert Carney (1895–1990)        | 17 augustus 1953  | 17 augustus 1955  | Oorlogsschepen                 |
| 15     | Arleigh Burke             | Admiral Arleigh Burke (1901–1996)        | 17 augustus 1955  | 1 augustus 1961   | Oorlogsschepen                 |
| 16     | George Anderson           | Admiral George Anderson (1906–1992)      | 1 augustus 1961   | 1 augustus 1963   | Jachtvliegtuigen               |
| 17     | David McDonald            | Admiral David McDonald (1906–1997)       | 1 augustus 1963   | 1 augustus 1967   | Oorlogsschepen                 |
| 18     | Thomas Moorer             | Admiral Thomas Moorer (1912–2004)        | 1 augustus 1967   | 1 juli 1970       | Jachtvliegtuigen               |
| 19     | Elmo Zumwalt              | Admiral Elmo Zumwalt (1920–2000)         | 1 juli 1970       | 1 juli 1974       | Oorlogsschepen                 |
| 20     | James Holloway            | Admiral James Holloway (1922–2019)       | 1 juli 1974       | 1 juli 1978       | Jachtvliegtuigen               |
| 21     | Thomas Hayward            | Admiral Thomas Hayward (1924–2022)       | 1 juli 1978       | 1 juli 1982       | Jachtvliegtuigen               |
| 22     | James Watkins             | Admiral James Watkins (1927–2012)        | 1 juli 1982       | 1 juli 1986       | Onderzeedienst                 |
| 23     | Carlisle Trost            | Admiral Carlisle Trost (1930–2020)       | 1 juli 1986       | 1 juli 1990       | Onderzeedienst                 |
| 24     | Frank Kelso               | Admiral Frank Kelso (1933–2013)          | 1 juli 1990       | 22 april 1994     | Onderzeedienst                 |
| 25     | Jeremy Boorda             | Admiral Jeremy Boorda (1939–1996)        | 22 april 1994     | 16 mei 1996       | Oorlogsschepen                 |
| 26     | Jay Johnson               | Admiral Jay Johnson (1946)               | 16 mei 1996       | 20 juli 2000      | Jachtvliegtuigen               |
| 27     | Vern Clark                | Admiral Vern Clark (1944)                | 20 juli 2000      | 22 juli 2005      | Oorlogsschepen                 |
| 28     | Mike Mullen               | Admiral Mike Mullen (1946)               | 22 juli 2005      | 30 september 2007 | Oorlogsschepen                 |
| 29     | Gary Roughead             | Admiral Gary Roughead (1951)             | 30 september 2007 | 23 september 2011 | Oorlogsschepen                 |
| 30     | Jonathan Greenert         | Admiral Jonathan Greenert (1953)         | 23 september 2011 | 18 september 2015 | Onderzeedienst                 |
| 31     | John Richardson           | Admiral John Richardson (1960)           | 18 september 2015 | 22 augustus 2019  | Onderzeedienst                 |
| 32     | Michael Gilday            | Admiral Michael Gilday (1962)            | 22 augustus 2019  | 13 augustus 2023  | Oorlogsschepen                 |
| [ 2 ]  | Lisa Franchetti           | Admiral Lisa Franchetti (1964)           | 13 augustus 2023  | 1 november 2023   | Oorlogsschepen                 |
| 33     | Lisa Franchetti           | Admiral Lisa Franchetti (1964)           | 1 november 2023   | 21 februari 2025  | Oorlogsschepen                 |
| [ 2 ]  | James Kilby               | James Kilby (1963)                       | 21 februari 2025  | heden             | Oorlogsschepen                 |